# TJ Sokol Radomyšl
TJ Sokol Radomyšl (celým názvem: Tělocvičná jednota Sokol Radomyšl) je český klub ledního hokeje, který sídlí v městysi Radomyšl v Jihočeském kraji. Od sezóny 2015/16 působí v Jihočeské krajské lize, čtvrté české nejvyšší soutěži ledního hokeje. Klubové barvy jsou červená a žlutá.
Své domácí zápasy odehrává v Písku na tamějším zimním stadionu s kapacitou 4 500 diváků.

## Přehled ligové účasti
Stručný přehled
Zdroj: 
- 2010–2013: Jihočeská krajská liga (4. ligová úroveň v České republice)
- 2013–2015: Strakonický okresní přebor (5. ligová úroveň v České republice)
- 2015– : Jihočeská krajská liga (4. ligová úroveň v České republice)

Jednotlivé ročníky
Zdroj: 
Legenda: ZČ - základní část, červené podbarvení - sestup, zelené podbarvení - postup, fialové podbarvení - reorganizace, změna skupiny či soutěže
| Česko (2010 – ) |                            |           |           |                                       |                      |
| Sezóny          | Soutěž                     | Úroveň    | ZČ        | Play-off, nadstavba, sk. o udržení... | Poznámky             |
| 2010/11         | Jihočeská krajská liga     | 4. úroveň | 6. místo  | Čtvrtfinále                           |                      |
| 2011/12         | Jihočeská krajská liga     | 4. úroveň | 5. místo  | Čtvrtfinále                           |                      |
| 2012/13         | Jihočeská krajská liga     | 4. úroveň | 5. místo  | Semifinále                            | Odhlášení ze soutěže |
| 2013/14         | Strakonický okresní přebor | 5. úroveň | 1. místo  |                                       |                      |
| 2014/15         | Strakonický okresní přebor | 5. úroveň |           |                                       | Postup               |
| 2015/16         | Jihočeská krajská liga     | 4. úroveň | 6. místo  | Čtvrtfinále                           |                      |
| 2016/17         | Jihočeská krajská liga     | 4. úroveň | 7. místo  | Semifinále                            |                      |
| 2017/18         | Jihočeská krajská liga     | 4. úroveň | 3. místo  | Čtvrtfinále                           |                      |
| 2018/19         | Jihočeská krajská liga     | 4. úroveň | 11. místo | Ne                                    |                      |
| 2019/20         | Jihočeská krajská liga     | 4. úroveň | 2. místo  | Semifinále                            |                      |
| 2020/21         | Jihočeská krajská liga     | 4. úroveň | –. místo  |                                       | Zrušeno              |
| 2021/22         | Jihočeská krajská liga     | 4. úroveň | 5. místo  | Semifinále                            |                      |
| 2022/23         | Jihočeská krajská liga     | 4. úroveň | 8. místo  | Čtvrtfinále                           |                      |
| 2023/24         | Jihočeská krajská liga     | 4. úroveň | 8. místo  | Čtvrtfinále                           |                      |